# Hepberg
Hepberg er en kommune i Landkreis Eichstätt i Regierungsbezirk Oberbayern i den tyske delstat Bayern.

## Geografi
Hepberg ligger i Region Ingolstadt i den sydlige del af Landkreis Eichstätt, og grænser til kommunerne Wettstetten, Stammham, Kösching og Lenting.

### Nabokommuner
Kösching, Lenting, Oberdolling, Großmehring, Ingolstadt, Stammham
- Wikimedia Commons har flere filer relateret til Hepberg